# بندرگاه (بوشهر)
بندرگاه، روستایی است از توابع بخش مرکزی در شهرستان بوشهر استان بوشهر ایران.

## جمعیت
این روستا در دهستان حومه بوشهر قرار داشته و بر اساس سرشماری سال ۱۳۸۵ جمعیت آن ۲۱۹۹ نفر (۵۲۳خانوار) بوده‌است.